# Vuelo Panair do Brasil 099
El Vuelo 099 de Panair do Brasil era un vuelo que sufrió un grave accidente aéreo el 28 de julio de 1950.

## Aeronave
El Lockheed Constellation cnº 2062 fue fabricado a mediados de 1945 en la planta de Burbank, California. La aeronave, que había sido encargada por Pan American World Airways y recibiría el registro NC88862, en realidad no prestó servicios a la compañía estadounidense. Se envió a Panair do Brasil (en ese momento controlado por Pan Am, pero ya en proceso de transferencia de acciones a controladores brasileños), donde recibiría el prefijo PP-PCG. Inauguró el Vuelo Brasil-Italia, el 3 de octubre de 1946, entre Río de Janeiro y Roma con escalas en Recife, Dakar y Lisboa haciendo 5339 millas en 24 horas.

## Accidente
El vuelo 099 de Panair do Brasil despegó de la Base Aérea de Galeão a las 15:47 horas, seis horas antes de la hora de salida programada, debido a un defecto en uno de los motores de la aeronave, que debió ser reemplazado y probado en un vuelo de inspección. El aterrizaje debió realizarse en la Base Aérea Canoas (en ese momento denominada Base Aérea Gravataí) en las afueras de Porto Alegre, a las 18h40min.
El prefijo Constellation PP-PCG transportaba 44 pasajeros (muchos de los cuales estaban de vacaciones en Río de Janeiro, que había sido sede de la Copa del Mundo de 1950) y 6 tripulantes, siendo piloteados por el comandante Eduardo Martins de Oliveira (a punto de completar 10 mil horas de vuelo en su carrera,  fue conocido como el Comandante Edu uno de los fundadores y abanderado del famoso Clube dos Cafajestes).
Según los informes meteorológicos, hubo un frente frío estacionario entre Porto Alegre y Florianópolis, lo que provocó grandes turbulencias y lluvias ligeras en la capital de Rio Grande do Sul.
Luego de algún retraso en la ruta, provocado por las condiciones climáticas desfavorables, Constellation inició los procedimientos de aproximación para aterrizar en la Base Aérea de Canoas a las 6:45 p. m.. El aterrizaje, sin embargo, fue abortado, seguido de un guion. Durante el segundo intento de aterrizaje, se perdió el contacto con la torre, seguido de una nueva carrera. En la secuencia, la Constelación se estrelló contra Morro do Chapéu (actualmente ubicado entre los municipios de Gravataí y Sapucaia do Sul), alrededor de las 19h25min explotando poco después.
Con la explosión, se produjo un incendio en la zona, solo dos horas después. 
Debido al difícil acceso al área, los equipos de rescate tardaron dos horas en llegar a los escombros, cuando encontraron la muerte de toda la tripulación y pasajeros  El trabajo de retiro de los cuerpos y limpieza del área, comandado por el entonces Coronel Olímpio Mourão Filho, tomó varios días, debido a la extensión del área en la que se extendieron los restos.

## Consecuencias
En el momento del accidente, muchos vuelos se dirigían a la Base Aérea de Canoas porque tenía pistas largas y pavimentadas, que contenían grandes aviones como el Constellation, pero operaban solo en condiciones visuales. En cambio, el aeródromo de São João, ubicado en Porto Alegre, tenía instrumentos para facilitar los aterrizajes, pero no tenía pistas pavimentadas.
La conmoción generada por el desastre fue tal que el Aeródromo de São João pasaría a llamarse Aeropuerto Salgado Filho y se reiniciaron las obras de mejora que habían quedado paralizadas durante la Segunda Guerra Mundial. Como resultado, el Aeropuerto Salgado Filho fue equipado con una nueva terminal de pasajeros y pistas pavimentadas, eliminando las dificultades de operar grandes aviones.
Fue considerado, entonces el peor accidente aéreo de Brasil 
Dos días después del episodio, el político Joaquim Pedro Salgado Filho moriría en otro accidente aéreo en Río Grande del Sur quien no había abordado el vuelo 099 por falta de asientos. 
Los compositores Fernando Lobo y Paulo Soledade compusieron la canción Zum-zum, en honor al Comandante Edu interpretada por Dalva de Oliveira en el carnaval de 1951.